# Черязова, Лина Анатольевна
Ли́на Анато́льевна Черя́зова (узб. Lina Anatolievna Cheryazova; 1 ноября 1968, Ташкент — 23 марта 2019, Новосибирск) — советская и узбекистанская фристайлистка (лыжная акробатика), олимпийская чемпионка 1994 года — единственная обладательница медали зимних Олимпийских игр от Узбекистана, чемпионка мира 1993 года, чемпионка СССР 1990 и 1991 года.

## Биография
Родители Лины — уроженцы Новосибирска — приехали в Ташкент в 1966 году восстанавливать город после землетрясения.
С 1976 года занималась спортивной гимнастикой у Тамары Михайловны Ерофеевой. Тренер по фристайлу — Дмитрий Ефимович Кавунов.
Лина Черязова впервые участвовала в этапе Кубка мира в декабре 1989 года во французском Тине в составе сборной СССР и заняла девятое место. 3 февраля 1991 года в канадском Мон-Габриэле Черязова заняла второе место, а 2 февраля 1992 года в немецком Оберъёхе впервые выиграла этап Кубка мира. Всего за 2 года — с февраля 1992 года по февраль 1994 года — Лина выиграла 13 этапов Кубка мира из 18, в которых участвовала, при этом лишь 1 раз она не попала в тройку призёров, заняв 4-е место. В феврале 1993 года в швейцарском Мейрингене приняла участие в этапе Кубка мира по могулу и заняла 23-е место.
На чемпионате мира 1991 года в Лейк-Плэсиде была десятой, на показательных соревнованиях фристайлисток на зимних Олимпийских играх в 1992 году в Альбервиле заняла пятое место.
В 1993 году выиграла чемпионат мира в Австрии. Затем в 1994 году победила на Играх в Лиллехаммере, став, таким образом, первой олимпийской чемпионкой по фристайлу в акробатике (в Альбервиле-1992 официальном видом программы был только могул). В квалификации Черязова заняла 12-е место, поэтому в финале вынуждена была выступать первой. В итоге Черязова менее чем на 1 балл опередила шведку Мари Линдгрен.

### Травма
В июле 1994 года на тренировке в Лейк-Плэсиде 25-летняя Черязова получила тяжелейшую травму головы, угрожавшую её жизни. Во время спуска с трамплина она ударилась головой о его кромку и, потеряв сознание, упала в бассейн. Две недели спортсменка провела в коме.
Тем не менее, Лина смогла не только восстановиться, но и вернуться в спорт. Хотя после травмы Черязова уже никогда больше не показывала результаты, как в 1992—1994 годах (лучшее место на этапах кубка мира — 14-е), она смогла пройти отбор на зимние Олимпийские игры 1998 года в Нагано и заняла там 13-е место, лучшее в её карьере после травмы. После Игр 1998 года ушла из спорта.

### После окончания спортивной карьеры
В 1999 году Лина Черязова переехала в Россию, на родину своих родителей в Новосибирск.
Из-за последствий травмы она не смогла полноценно работать (вела занятия физкультурой в детском саду) и оказалась на грани нищеты. Звание «заслуженный мастер спорта России» было присвоено по ходатайству Александра Карелина; оно дало Черязовой право на получение ежемесячной стипендии Президента России в 15 тыс. рублей, для получения которой необходимо было не только быть олимпийским чемпионом, но иметь звания мастера спорта международного класса и заслуженного мастера спорта СССР или России (она уже была мастером спорта СССР международного класса).
В 2008 году удочерила 3-месячную девочку.
Умерла 23 марта 2019 года после продолжительной тяжёлой болезни. Похоронена на Клещихинском кладбище.

## Награды и звания
Узбекистан
- Орден «Мехнат шухрати»[9]
- Заслуженный спортсмен Республики Узбекистан (1994)[10]
- «Узбекистон ифтихори» (1998)[11]

Россия
- Заслуженный мастер спорта России (2006)